# Liste der Straßen und Plätze in Flensburg/H
| Name                                               | Hintergrund | Koordinate                               | Schild |
| -------------------------------------------------- | --- | ---------------------------------------- | ------ |
| Habichthof Høgegården                              | Benannt nach der Vogelart; vgl. Habicht. Die angrenzenden Straßen sind ebenfalls nach Vogelarten benannt. | Lage, Nordstadt (PLZ 24939)              |        |
| Hafendamm Havnevejen                               | Straße am Flensburger Hafen. Am Bereich der Straße wurde in den 1870er Jahren das Ufer befestigt. Die Straße Hafendamm wurde im Zuge dieser Baumaßnahmen offensichtlich gleichzeitig angelegt. Zudem erhielt damals auch die Flensburger Hafenbahn dort ein weiteres Trassenstück. Die Straße vervollständigt seit der Mitte des 20. Jahrhunderts den Verlauf der B 199. | Lage, Jürgensby/Fruerlund (PLZ 24937)    |        |
| Hafermarkt Havretorv                               | Siehe Hafermarkt | Lage, Jürgensby/Sandberg (PLZ 24943)     |        |
| Haferstieg                                         | Benannt nach der Getreidesorte Hafer, in Verbindung mit Stieg. Die abzweigenden Straßen westlich und südlich der Gartenstadtallee wurden mit ihrer Benennung mit verschiedenen Getreidesorten in Zusammenhang gebracht. | Lage, Weiche (PLZ 24941)                 |        |
| Hagebuttenweg Hybenvej                             | Vgl. Hagebutte | Lage, Tarup (PLZ 24943)                  |        |
| Halkettstraße Halkettsgade                         | Benannt nach Hugh Halkett. | Lage, Nordstadt (PLZ 24939)              |        |
| Händelhof Händelsgård                              | Benannt am 5. April 1961 nach Georg Friedrich Händel. Die Straße liegt im westlichen Bereich des Stadtteils Engelsby. Da viele der dortigen Straßen Namen bekannter Komponisten tragen, wird dieser Bereich auch Musikerviertel genannt. | Lage, Engelsby (PLZ 24943)               |        |
| Hans-Brüggemann-Straße Hans Brüggemanns Gade       | Benannt nach Hans Brüggemann. | Lage, Westliche Höhe (PLZ 24937)         |        |
| Hans-Christian-Andersen-Weg H.C. Andersens Vej     | Der Hans-Christian-Andersen-Weg (auch verkürzt: H.C.-Andersen-Weg) wurde nach Hans Christian Andersen benannt. Andersen besuchte die Stadt mehrfach. Eine Gedenktafel an seine Aufenthalte hängt zudem am ehemaligen Hotel Rasch am Südermarkt. | Lage, Westliche Höhe (PLZ 24939)         |        |
| Hans-Peter-Feddersen-Bogen                         | Benannt nach dem Maler Hans Peter Feddersen. Die Straße verläuft bogenförmig. | Lage, Nordstadt (PLZ 24939)              |        |
| Harmsweg Harmsvej                                  | Benannt nach Claus Harms. | Lage, Friesischer Berg (PLZ 24937)       |        |
| Harnis Harnæs                                      | „Harnis“ bezog sich ursprünglich auf eine „steinere Landzunge“ (Landnase), die am nördlichen Ende der Ballastbrücke lag. – Das Wort „Nis“, kommt in der Gegend von Angeln mehrfach in Ortsnamen vor, beispielsweise bei Habernis. „Nis“ bedeutet Nase beziehungsweise Landzunge. Nis ist zudem nicht nur der Name eines Menschen, sondern auch der Name eines Geschöpfes namens Nis; vgl. Holnis. – Die Bezeichnung „Harnis“ kam später als Flurname in Gebrauch. An Stelle der verschwundenen Landzunge existiert heute die „Harniskaispitze“, eine kleine Halbinsel (vgl. Harniskai in dieser Liste). Der Name „Harnis“ ist seit dem Jahr 1530 belegt. Die im 16. Jahrhundert dort im Gebiet befindliche „Hölzung Harnis“ gehört damals zur Landgemeinde St. Jürgen. Ein namentlich bekannter Besitzer im 16. Jahrhundert war Johann Ketels. Die Hölzung gehörte damit offenbar nicht der Kirche, sondern befand sich im Privatbesitz. Der heute dort befindliche Waldbewuchs an den Fördehängen wird dem Volkspark zugeordnet. Seit 1574 existierte der Harnis Ziegelhof, eine Ziegelei. Ende des 19. Jahrhunderts befand sich bei Harnis die alte Harnisser Ziegelei, ein Zementwerk und eine kleine Brauerei. 1922/23 entstand bei Harnis ein Freihafen, dessen Bau das Gebiet Kielseng-Harnis-Ballastbrücke stark veränderte. Dabei wurde am Rande von Harnis bei Kielseng durch Ausbaggerungen ein neuer kleiner Hafen, bestehend aus einem separaten Freihafen-Becken geschaffen. Der Sand kam nach Solitüde, wo ein neuer Strand entstand. Die von der Straße Ballastbrücke ansteigende Straße Richtung Kielseng erhielt im Jahr 1923 den Namen „Harnis“. Den Namen erhielt sie, weil sie ursprünglich als Fußweg von der Harnisser Ziegelei nach Kielseng führte. Die Ziegelei war bis 1931 in Betrieb. In der Zeit des Zweiten Weltkrieges wurde das kleine Freihafen-Becken zum U-Bootshafen (U-Boot-Stützpunkt Flensburg) umgebaut. Auf der westlichen Seite der Straße Harnis liegt heute der Industriehafen und auf der östlichen Seite der Straße befinden sich heute Gewerbebetriebe sowie in Hanglage einige Wohnhäuser. | Lage, Fruerlund (PLZ 24937)              |        |
| Harnishof Harnæsgården                             | Siehe Harnis und Harniskai in dieser Liste. Der Harnishof erhielt seinen Namen im Jahr 1961. | Lage, Fruerlund (PLZ 24937)              |        |
| Harniskai Harnæskajen                              | Der Name „Harnis“ bezeichnet eine „steinere Landzunge“ (Landnase beziehungsweise Halbinsel); vgl. Harnis in dieser Liste. 1921/22 wurde die heutige Kaistraße auf einem seit 1910 angelandeten Areal angelegt. Ein Jahr später erhielt die Straße den Namen „Ballastkai“, doch es bürgerte sich für den nördlichen Teil der Straße, der sich auf der Landzunge befindet, in der Folgezeit der Name Harniskai ein. Doch erst in den 1980er Jahren wurde der Kai offiziell umbenannt. Der Straßenbereich beim Gebäudekomplex „Werftkontor“ sowie den nördlich angrenzenden HaGe-Silos behielt den Namen Ballastkai. Auch zum Harniskai gehören heute noch einige Silos. Diese gelten genauso wie der Silo Ballastkai 10 als Kulturdenkmale oder sind heute noch im Gebrauch. Der spitze Bereich der beim Harniskai befindlichen kleinen Halbinsel wird heute „Harniskaispitze“ genannt. | Lage, Fruerlund (PLZ 24937)              |        |
| Harrisleer Straße Harreslevgade                    | Die Straße führt zum Flensburger Vorort Harrislee. Die Straße war offensichtlich ursprünglich länger, so dass Teile von Harrisleefeld direkt an der Straße lagen. | Lage, Neustadt/Nordstadt (PLZ 24939)     |        |
| Harrisleer Umgehung                                | Die Straße setzt den Weg der Harrisleer Straße fort. Der Anfang dieser Straße gehörte wohl ursprünglich zu Flensburg. 1972 wurde jedoch die Grenze zwischen Flensburg und Harrislee auf den Verlauf der Westtangente angepasst, so dass die Tangente heute über eine weite Strecke die Grenze bildet und die gesamte Harrisleer Umgehung nicht mehr zu Flensburg gehört. Gemäß dem Flensburger Ortseingangsschild in der benachbarten Straße Steinkamp könnte man vermuten, dass dies heute noch so ist. | Lage, Harrislee (PLZ 24941)              |        |
| Haselnußweg Hasselvej                              | Vgl. Haselnuss | Lage, Tarup (PLZ 24943)                  |        |
| Hasenhof Haregården                                | Die Straße wurde nach der Tierart benannt; vgl. Hase. Der Straßenname bildet mit den benachbarten Straßennamen eine Gruppe einheimischer, wild lebender Tiere. | Lage, Weiche (PLZ 24941)                 |        |
| * Hauptstraße                                      | Die Straßenverbindung Holm, Große Straße und Norderstraße galt früher, auf Grund ihrer Funktion und Wichtigkeit, als „Hauptstraße“ der Stadt. Die besagte historische Hauptstraße Flensburgs ist nicht mit der „Taruper Hauptstraße“ oder anderen, neueren Straßen Flensburgs, mit Hauptstraßenfunktion zu verwechseln. Vgl. auch Herrschaftsstraße. | Lage, Flensburger Innenstadt             |        |
| Hebbelstraße Hebbelsgade                           | Die Straße wurde im Jahr 1910 angelegt und war zunächst Teil der Klaus-Groth-Straße. Erst 1921 wurde das Straßenstück nach Friedrich Hebbel benannt. In der Straße befinden sich rotbacksteinerne Einfamilienhäuser und Villen aus dieser Zeit, beispielsweise die Villa Sturmfried. | Lage, Friesischer Berg (PLZ 24937)       |        |
| * Heerweg Hærvejen                                 | Andere Bezeichnung für den Ochsenweg, da dieser als Heerweg diente. Die Herrschaftsstraße (siehe unten) wurde teilweise ebenfalls Heerweg genannt. | Lage, Weiche                             |        |
| Heidebogen                                         | Nach der Heidelandschaft die dort einmal existierte. Die Straße bildet an verschiedenen Stellen Bögen. | Lage, Weiche (PLZ 24941)                 |        |
| Heideweg Hedevej                                   | Nach der Heidelandschaft die dort einmal existierte. | Lage, Weiche (PLZ 24941)                 |        |
| Heiligengeistgang Helligåndsgangen                 | Gang bei der Heiliggeistkirche. Erinnert an das Hospital zum Heiligen Geist, das um 1300 gegründet wurde und sich dort befand. | Lage, Flensburger Innenstadt (PLZ 24937) |        |
| Heinrich-Hertz-Straße Heinrich Herty Gade          | Benannt nach Heinrich Hertz. | Lage, Jürgensby (PLZ 24943)              |        |
| Heinrich-Kaufmann-Straße Heinrich Kaufmanns Gade   | Benannt nach dem Kaufmann Heinrich Kaufmann (* 1864; † 1928). | Lage, Friesischer Berg (PLZ 24941)       |        |
| Heinrich-Schuldt-Straße Heinrich Schuldts Gade     | 1924 nach dem Flensburger Schiffsreeder, Stadtrat, Vorsitzenden des Flensburger Handelsvereins und Ehrenbürger Heinrich Schuldt benannt. Bei der Straße befindet sich das Heinrich- und Minna-Schuldt-Stift. | Lage, Westliche Höhe (PLZ 24939)         |        |
| Heinrichstraße Heinrichsgade                       | Benannt nach Heinrich von Preußen. | Lage, Sandberg/Jürgensby (PLZ 24937)     |        |
| Heinrich-Voß-Straße Heinrich Voß Gade              | Nach dem Dichter und Übersetzer Johann Heinrich Voß, der die Flensburgerin Ernestine Boie heiratete. | Lage, Westliche Höhe (PLZ 24939)         |        |
| Heinz-Krey-Hof Heinz Krey Gården                   | Am 30. April 1959 benannt nach Heinz Krey, einem Offizier der Marineschule Mürwik, der bei der Versenkung des U-Bootes U 752 starb. Heinz-Krey-Straße und Heinz-Krey-Hof sowie der südlich gelegene überbaute Bereich des Heinz-Krey-Lagers, bilden durch die frequentierten Straßen Fördestraße und Friedheim sowie dem angrenzenden Osbektal, optisch ein kleines Viertel. 2017 geriet dieses „Heinz-Krey-Viertel“ in die lokalen Schlagzeilen. Nachdem an der dortigen Fördestraße einige moderne Wohnbauten im ehemaligen Bereich Heinz-Krey-Lagers errichtet worden waren, mussten die Bewohner des Heinz-Krey-Hofes feststellen, dass ihr Verbindungsweg zur Fördestraße vom Bauherren für sie gesperrt wurde. Der Flensburger Stadtsprecher erklärte zum dortigen Wegerecht: „Das Recht ist durch den Verkauf des Grundstücks nicht erloschen und muss übernommen werden“. Noch 2018 war das Problem nicht gelöst. | Lage, Mürwik (PLZ 24944)                 |        |
| Heinz-Krey-Straße Heiny Krey Gade                  | Am 4. Juli 1957 benannt nach Heinz Krey, einem Offizier der Marineschule Mürwik, der bei der Versenkung des U-Bootes U 752 starb. Heinz-Krey-Straße und Heinz-Krey-Hof sowie der südlich gelegene überbaute Bereich des Heinz-Krey-Lagers, bilden durch die frequentierten Straßen Fördestraße und Friedheim sowie dem angrenzenden Osbektal, optisch das „Heinz-Krey-Viertel“. | Lage, Mürwik (PLZ 24944)                 |        |
| Hele Mond                                          | Straße bei Adelbylund die nach dem dortigen Flurstück Hele Mond benannt wurde. Das Wort „Hele“ ist im Niederdeutschen und Dänischen bezeugt und bedeutet „voll“ oder „ganz“. Der Mond wird im Niederdeutschen ebenfalls Mond genannt, im Dänischen „Månen“, so dass es sich beim Straßennamen im Ganzen um einen niederdeutschen handelt. Der mit dem Namen beschriebene Mond ist also wie erläutert heil, also ganz. Die Straße wurde also nach dem Vollmond benannt. — Einer Sage nach ist der Mann im Mond im Übrigen ein Holzdieb, der einst in einer hellen Mondnacht, an einem Sonntag ertappt wurde. Er soll seinen Diebstahl jedoch geleugnet haben und erklärt haben: „Habe ich dies Holz gestohlen, so will ich bis zum ewigen Tage in dem Mond sitzen.“ Und so geschah es, dass der Holzdieb seitdem im Mond mit seinem Holzbündel sitzen muss. | Lage, Sandberg (PLZ 24943)               |        |
| Helenenallee Helene Allé                           | Die Straße wurde um 1891 vom Maurermeister und Bauunternehmer Jacob August Bandholz (* 1862; † 1932) angelegt und erhielt den besagten Namen am 27. Mai 1891 offiziell zugesprochen. Vermutlich wurde sie nach dessen Ehefrau Helene benannt. (Maurermeister Jacob August Bandholz errichtete im Übrigen auch ein Gebäude des Munketoftstiftes.) | Lage, Sandberg (PLZ 24937)               |        |
| Henningholz Henningskov                            | Das Gehölz das sich dort einst befand könnte einem Ritter namens Henning gehört haben (vgl. auch Eddeboe). 1696 wurde auf der Lücke Henninglund an der Scherrebek die Papiermühle errichtet. Die Papiermühle gehörte lange Zeit zum Unternehmen Feldmühle. Heute gehört es zu Mitsubishi Papers. | Lage, Südstadt (PLZ 24941)               |        |
| Herbert-Marxen-Weg                                 | 2019 wurde eine Sackgasse, die zuvor namentlich dem Junkerhohlweg zugeordnet war, nach Herbert Marxen benannt. An der besagten Straße, westlich vom eigentlichen Junkerhohlweg, sollten in Folge Gebäude des Wohnquartiers Schwarzenbachtal entstehen. | Lage Neustadt (PLZ 24939)                |        |
| Hermann-Löns-Weg Hermann Löns Vej                  | Benannt nach Hermann Löns. | Lage, Westliche Höhe (PLZ 24939)         |        |
| Herrenstall Herrestaldene                          | Straßenname mit Bezug zur Duburg; Siehe Herrenstall. | Lage, Flensburger Innenstadt (PLZ 24939) |        |
| * Herrschaftsstraße                                | Die mittelalterliche Bezeichnung für die durchgehende Straße vom Südermarkt bis zum Nordertor lautete „Herscopstrate“ (hochdeutsch: Herrschaftsstraße). So benannt wurde die Straße, weil sie eine „Straße des Landesherren“ darstellte. Die Herrschaftsstraße wurde Mitte des 19. Jahrhunderts in Holm, Große Straße sowie Norderstraße aufgeteilt. | Lage, Flensburger Innenstadt             |        |
| Hestoft Hestetoften                                | Der Straßenname wird häufit auch „Hesttoft“ geschrieben. „Toft“ bedeutet so viel wie „Feld“. In Flensburg gibt es noch weitere Straßen mit Wort Toft im Namen, beispielsweise Munketoft. Der Hof Flenstoft war zudem der Vorgängerbau der Duburg. „Hes-“ könnte einen Personennamen bezeichnen, vielleicht „Hest“ oder „Hesi“. Im Dänischen bezeichnet „Hest“ ein „Pferd“; siehe auch die Etymology vom Englischen: horse. Hestoft bedeutet daher aber wohl eher „Pferdekoppel“. Der Name Hestoft ist für das 15. Jahrhundert bezeugt. Für das 18. Jahrhundert ist zudem der übersetzte Name „Pferdekoppel“ überliefert. | Lage, Fruerlund (PLZ 24943)              |        |
| Heufalterweg                                       | Vgl. Gemeiner Heufalter | Lage, Weiche (PLZ 24941)                 |        |
| Hildebrandstraße Hildebrandtsgade                  | Benannt nach dem Geheimen Intendanturrat Franz Hildebrandt (* 1846; † 1920), der fünfundzwanzig Jahre die Kaiserliche Marineintendantur Kiel leitete und in dieser Funktion den Bau der Marineschule Mürwik vorbereitete. In einer Rede zu einem von der Stadt ausgerichteten Festessen erklärte der Flensburger Stadtpräsident Dr. Löhmann reimend: „(…) Wer ebnete dem Bau die Wege, erwarb die Mittel und das Land? Der Intendant. Wer schuf den Bau so stolz vom Grund zum Turm und Helm? – Kelm.“ | Lage, Mürwik (PLZ 24944)                 |        |
| Hillig-Water-Gang Helligvandsgangen                | Der Hillig-Water-Gang ist nach der „heiligen“ Wasserquelle bei der St. Knudsborg benannt. Siehe dort für weiteres. | Lage, Sandberg (PLZ 24937)               |        |
| Hinrich-Ringeringk-Straße Hinrich Ringeringks Gade | Benannt nach Heinrich Ringerink. | Lage, Westliche Höhe (PLZ 24937)         |        |
| Hirschbogen Hjortebuen                             | Benannt nach der Säugetierfamilie der Hirsche, welche in Wäldern zu finden ist. Die Straße liegt am Mückenwald. | Lage, Weiche (PLZ 24941)                 |        |
| Hirsestieg                                         | Die abzweigenden Straßen westlich und südlich der Gartenstadtallee wurden mit ihrer Benennung mit verschiedenen Getreidesorten in Zusammenhang gebracht. | Lage, Weiche (PLZ 24941)                 |        |
| Hochfelder Landstraße                              | Die Hochfelder Landstraße führt als Teil der Kreisstraße 8 von der Flensburger Innenstadt zum Ortsteil Hochfeld. Als Teil der K8 soll sie in den kommenden Jahren noch weiter ausgebaut werden. | Lage, Tarup (PLZ 24943)                  |        |
| Hochstraße Højgade                                 | Die Straße im Stadtteil Westliche Höhe erhielt ihren Namen offiziell im Jahr 1894. Vermutlich wurde sie auf Grund ihrer Höhenlage so benannt. | Lage, Westliche Höhe (PLZ 24939)         |        |
| Hofallee                                           | Die Straße führt bis zur Straße Sünderup-Hof, welche wiederum weiter zum Sünderup-Hof führt. Die Hofallee erhielt ihren Namen offiziell am 22. November 2001. | Lage, Tarup (PLZ 24943)                  |        |
| Holm Holmen                                        | Siehe Holm (Flensburg) | Lage, Flensburger Innenstadt (PLZ 24937) |        |
| Holstengang Holstsgang                             | Die Straße erhielt ihren Namen offiziell am 8. Mai 1914. Sie wurde entweder nach der Flensburger Kaufmannsfamilie Holst benannt oder nach den Holsten beziehungsweise Holsteinern. | Lage, Westliche Höhe (PLZ 24937)         |        |
| Holunderweg Hyldevej                               | Vgl. Holunder | Lage, Weiche (PLZ 24941)                 |        |
| Holzkrugweg Skovkrovej                             | Der Holzkrugweg führt in Richtung Handewitter Forst, beziehungsweise „Handewitter Gehölz“. Am Weg stand in alter Zeit eine Gastwirtschaft, beziehungsweise ein „Krug“. 1922 wurde dort die Bahnsiedlung „Ruhleben“ gegründet. | Lage, Weiche (PLZ 24941)                 |        |
| Hooger Weg Hogevej                                 | Benannt nach der Hallig Hooge. Sie liegt an der Husumer Straße, nahe dem Pellwormer Weg. | Lage, Weiche (PLZ 24941)                 |        |
| Hörnerweg                                          | Die abzweigenden Straßen westlich und südlich der Ebenezer-Howard-Allee wurden gemäß der Benennung mit dem Weiden oder Treiben von Vieh in Zusammenhang gebracht. | Lage, Weiche (PLZ 24941)                 |        |
| Hubertusweg Hubertusvej                            | Nach Hubertus von Lüttich, dem Schutzpatron der Jäger benannt. Der Straßenname stellt eine Anspielung auf den nördlich gelegenen Mückenwald dar. | Lage, Weiche (PLZ 24941)                 |        |
| Hudewald                                           | Liegt am Mückenwald; Vgl. Hudewald | Lage, Weiche (PLZ 24941)                 |        |
| Hugo-Matthiessen-Weg                               | Benannt nach dem dänischen Kulturhistoriker Hugo Matthiessen. | Lage, Weiche (PLZ 24941)                 |        |
| Husumer Straße Husumgade                           | Sie wurde Im Jahr 1844 als Kopfstein-Straße angelegt. Anfangs wurde sie teilweise noch Husumer Chaussee genannt bis sich letztlich der Name Husumer Straße durchsetzte. Sie ist nicht mit dem Alten Husumer Weg zu verwechseln. | Lage, Südstadt/Weiche (PLZ 24941)        |        |

Fußnoten
1. ↑  Lutz Wilde: Denkmaltopographie Bundesrepublik Deutschland, Kulturdenkmale in Schleswig-Holstein. Band 2, Flensburg, S. 270.
2. ↑  Flensburg, Stadtteil — Engelsby (Memento vom 18. November 2010 im Internet Archive); abgerufen am 18. Februar 2015
3. ↑  Straßenverzeichnis der Stadt Flensburg (Stand September 2019)
4. ↑  Andreas Oeding, Broder Schwensen, Michael Sturm: Flexikon. 725 Aha-Erlebnisse aus Flensburg! Flensburg 2009, Artikel: Andersen, Hans Christian
5. ↑  Dieter Pust: Flensburger Straßennamen. Gesellschaft für Flensburger Stadtgeschichte, Flensburg 2005, ISBN 3-925856-50-1, Artikel: Harnis.
6. ↑  Gerret Liebing Schlaber: Vom Land zum Stadtteil. Flensburgs Stadtfeld und die eingemeindeten Dörfer in Bild und Wort ca. 1860–1930, Flensburg 2009. Seite 105
7. ↑  Vgl. hinsichtlich der Landzunge beispielsweise die Karte der Kgl. Preußischen Landesaufnahme von 1978/80 in: Lutz Wilde: Denkmaltopographie Bundesrepublik Deutschland, Kulturdenkmale in Schleswig-Holstein. Band 2, Flensburg, Seite 73
8. ↑  Otto Clausen: Flurnamen Schleswig-Holsteins, Artikel: Nis
9. ↑  Dieter Pust: Flensburger Straßennamen. Gesellschaft für Flensburger Stadtgeschichte, Flensburg 2005, ISBN 3-925856-50-1, Artikel: Harnis
10. ↑  Dieter Pust: Flensburger Straßennamen. Gesellschaft für Flensburger Stadtgeschichte, Flensburg 2005, ISBN 3-925856-50-1, Artikel: Harnis
11. ↑  Gerret Liebing Schlaber: Vom Land zum Stadtteil. Flensburgs Stadtfeld und die eingemeindeten Dörfer in Bild und Wort ca. 1860–1930, Flensburg 2009. Seite 105
12. ↑  Gerret Liebing Schlaber: Vom Land zum Stadtteil. Flensburgs Stadtfeld und die eingemeindeten Dörfer in Bild und Wort ca. 1860–1930, Flensburg 2009. Seite 105
13. ↑  Flensburger Tageblatt: Mehr Land, weniger Sand: Solitüde in Flensburg: „Früher war mehr Strand!“, vom: 5. August 2016; abgerufen am: 17. Juni 2017
14. ↑  Flensburger Tageblatt: 150 Jahre Stadtgeschichte aus Zeitungsperspektive Kiel/Hamburg 2016, Seite 85
15. ↑  Vgl. Flensburg Nord (1933)
16. ↑  Dieter Pust: Flensburger Straßennamen. Gesellschaft für Flensburger Stadtgeschichte, Flensburg 2005, ISBN 3-925856-50-1, Artikel: Harnis
17. ↑  Lutz Wilde: Denkmaltopographie Bundesrepublik Deutschland, Kulturdenkmale in Schleswig-Holstein. Band 2, Flensburg, Seite 276 f.
18. ↑  Gerret Liebing Schlaber: Vom Land zum Stadtteil. Flensburgs Stadtfeld und die eingemeindeten Dörfer in Bild und Wort ca. 1860–1930, Flensburg 2009. Seite 104
19. ↑  Lutz Wilde: Denkmaltopographie Bundesrepublik Deutschland, Kulturdenkmale in Schleswig-Holstein. Band 2, Flensburg, Seite 276 f.
20. ↑  Dieter Pust: Flensburger Straßennamen. Gesellschaft für Flensburger Stadtgeschichte, Flensburg 2005, ISBN 3-925856-50-1, Artikel: Harnis
21. ↑  Lutz Wilde: Denkmaltopographie Bundesrepublik Deutschland, Kulturdenkmale in Schleswig-Holstein. Band 2, Flensburg, Seite 270 und 276 f.
22. ↑  Flensburger Tageblatt: Harniskai Flensburg: Wirtschaft entdeckt den Hafen neu, vom: 2. August 2014; abgerufen am: 10. April 2016
23. ↑  Beiheft zum Flensburg-Atlas, Flensburg 1986, Seite 35
24. ↑  Straßenverzeichnis der Stadt Flensburg (Stand September 2019)
25. ↑  Andreas Oeding, Broder Schwensen, Michael Sturm: Flexikon. 725 Aha-Erlebnisse aus Flensburg!. Flensburg 2009, Artikel: Heerweg
26. ↑  Lutz Wilde: Denkmaltopographie Bundesrepublik Deutschland, Kulturdenkmale in Schleswig-Holstein. Band 2, Flensburg, S. 386 ff.
27. ↑  Andreas Oeding, Broder Schwensen, Michael Sturm: Flexikon. 725 Aha-Erlebnisse aus Flensburg!. Flensburg 2009, Artikel: Heerweg
28. ↑  Andreas Oeding, Broder Schwensen, Michael Sturm: Flexikon. 725 Aha-Erlebnisse aus Flensburg!. Flensburg 2009, Artikel: Heerweg
29. ↑  Gesellschaft für Flensburger Stadtgeschichte (Hrsg.): Flensburg in Geschichte und Gegenwart. Flensburg 1972, Seite 28
30. ↑  Voß, Johann Heinrich, Biographie, abgerufen am: 17. Februar 2015
31. ↑  Flensburger Tageblatt: Zaun-Ärger in Flensburg-Mürwik : Heinz-Krey-Hof: Erbitterter Streit ums Wegerecht, vom: 21. April 2017; abgerufen am: 27. September 2018
32. ↑  Flensburger Tageblatt: Bauausschuss : Kontrollierte Offensive für die Käthe-Kollwitz-Siedlung, vom: 15. April 2018; abgerufen am: 27. April 2018
33. ↑  Flensburger Tageblatt: Zwei Höfe – gewachsen zum Stadtteil, vom: 30. Juli 2011; abgerufen am: 2. März 2015
34. ↑  Johannes Sass: Der neue Sass – Plattdeutsches Wörterbuch – Plattdeutsch – Hochdeutsch, Hochdeutsch – Plattdeutsch. 2. Auflage, Wachholtz Verlag, Neumünster 2002, Artikel: hell; dort ist folgende Wortdefinition zu finden: „hell heel, hele“ — sowie: Günter Harte und Johanna Harte: Hochdeutsch-plattdeutsches Wörterbuch. Bremen 1997, Artikel: heil; dort steht folgendes: „heil , adj., heel, ganz“
35. ↑  Vgl. Johannes Sass: Der neue Sass – Plattdeutsches Wörterbuch – Plattdeutsch – Hochdeutsch, Hochdeutsch – Plattdeutsch. 2. Auflage, Wachholtz Verlag, Neumünster 2002, Artikel: Mond
36. ↑  Gundula Hubrich-Messow: Sagen aus Schleswig-Holstein, Husum 2001, S. 83
37. ↑  Ähnliche Sagen sind offenbar auch aus anderen Gegenden Deutschlands bekannt. Vgl. Meyers Großes Konversations-Lexikon. Mann im Mond, abgerufen am: 3. November 2019 sowie Brüder Grimm: Deutsche Mythologie – Kapitel 22, abgerufen am: 5. August 2020
38. ↑  Vgl. Dieter Pust: Flensburger Straßennamen. Gesellschaft für Flensburger Stadtgeschichte, Flensburg 2005, ISBN 3-925856-50-1, Artikel: Lundweg
39. ↑  Andreas Oeding, Broder Schwensen, Michael Sturm: Flexikon. 725 Aha-Erlebnisse aus Flensburg!, Artikel: Papiermühle
40. ↑  Standorte, Mitsubishi Papers, abgerufen am: 1. April 2016
41. ↑  Neue Straßennamen im Wohnquartier Schwarzenbachtal, vom: 3. Juli 2019; abgerufen am: 30. Oktober 2019
42. ↑  Gebietsskizze zu Neue Straßennamen im Wohnquartier Schwarzenbachtal, vom: 17. Mai 2019; abgerufen am: 30. Oktober 2019
43. ↑  Die Duburg, Festung und Schloss auf der westlichen Höhe (Memento des Originals vom 21. Juni 2015 im Internet Archive)  Info: Der Archivlink wurde automatisch eingesetzt und noch nicht geprüft. Bitte prüfe Original- und Archivlink gemäß Anleitung und entferne dann diesen Hinweis., Seite 7 und 10
44. ↑  Andreas Oeding, Broder Schwensen, Michael Sturm: Flexikon. 725 Aha-Erlebnisse aus Flensburg!. Flensburg 2009, Artikel: Heerweg
45. ↑  Gesellschaft für Flensburger Stadtgeschichte (Hrsg.): Flensburg in Geschichte und Gegenwart. Flensburg 1972, Seite 42 f.
46. ↑  Vgl. beispielsweise: Flensburger Tageblatt: Grünes Hufeisen: Ein Wanderweg von Ufer zu Ufer, vom: 26. April 2014; abgerufen am: 2. Dezember 2019
47. ↑  Vgl. Dieter Pust: Flensburger Straßennamen. Gesellschaft für Flensburger Stadtgeschichte, Flensburg 2005, Artikel: Adelbytoft und Munketoft
48. ↑  Gesellschaft für Flensburger Stadtgeschichte (Hrsg.): Flensburg in Geschichte und Gegenwart. Flensburg 1972, Seite 440
49. ↑  Flensburger Tageblatt: 150 Jahre Flensburg-Weiche: Kostbarkeiten aus dem Schuhkarton, vom: 10. Oktober 2012; abgerufen am: 28. April 2015
50. ↑  Gesellschaft für Flensburger Stadtgeschichte (Hrsg.): Flensburg in Geschichte und Gegenwart. Flensburg 1972, Seite 407
51. ↑  Gesellschaft für Flensburger Stadtgeschichte e. V. im Stadtarchiv Flensburg. Mitteilungsblatt 2019/1, S. 2; abgerufen am: 16. Dezember 2018